# Carl von Halfern
Carl (oder Karl) Heinrich Gustav Julius von Halfern (* 8. April 1873 in Burtscheid, Kreis Aachen; † 20. Oktober 1937 in Berlin-Wilmersdorf) war ein deutscher Verwaltungsjurist. Er war u. a. Landrat von Saarbrücken (1916–19), Regierungspräsident in Hildesheim (1922–27) und Stettin (1927–30) sowie von 1930 bis 1933 Oberpräsident der preußischen Provinz Pommern. Daneben war er Funktionär im Bund der Saarvereine.

## Leben
Der Sohn des Aachener Tuchfabrikanten, Bankdirektors und Landrats Friedrich von Halfern und der Helene Christiane Fellinger war evangelischer Konfession und blieb Zeit seines Lebens unverheiratet. Er legte sein Abitur am Kaiser-Wilhelm-Gymnasium in Aachen ab und absolvierte anschließend ein Studium der Rechtswissenschaft an den Universitäten Straßburg, Berlin und Bonn. Von Halfern promovierte 1897 an der Friedrich-Alexander-Universität Erlangen zum Dr. iur. utr. Nach dem Referendariat an Gerichten in Eschweiler und Aachen sowie bei der Bezirksregierung Düsseldorf legte er 1903 das Große Staatsexamen ab und wurde anschließend als Regierungsassessor beim Landratsamt Tarnowitz (Oberschlesien) in den preußischen Staatsdienst übernommen. 1906–1907 unternahm von Halfern eine Weltreise, die ihn unter anderem nach Aden (Jemen), Indien, Burma, China, Japan, an die Westküste der USA und nach Mexiko führte.
Von 1909 bis 1916 war er Landrat im Landkreis Ottweiler (Regierungsbezirk Trier), von 1916 bis 1919 Landrat und Polizeidirektor im Landkreis Saarbrücken, der damals zur preußischen Rheinprovinz gehörte. Von 1911 bis 1919 gehörte er dem Rheinischen Provinziallandtag an. Nach Ende des Ersten Weltkrieges und Abschluss des Versailler Vertrages setzte der preußische Innenminister Wolfgang Heine im Oktober 1919 von Halfern als Verwaltungspräsident für die aus dem Regierungsbezirk Trier ausgegliederten, von Frankreich besetzten „Saarkreise“ ein. Zwei Monate später enthob ihn die französischen Militärverwaltung aber seines Amtes und wies ihn aus dem Saargebiet aus.
In der Zeit der Weimarer Republik war er Mitglied der Deutschen Volkspartei (DVP). Er wurde 1920 zum Ministerialrat im preußischen Finanzministerium ernannt und amtierte als Generalreferent für die Durchführung des Friedensvertrages. Von 1922 bis 1927 war von Halfern Regierungspräsident im Regierungsbezirk Hildesheim und 1927–1930 im Regierungsbezirk Stettin. Er gehörte ab 1922 dem Aufsichts- und Beratungsausschuss der Geschäftsstelle „Saar-Verein“ und 1932 dem Ehrenpräsidium des Bundes der Saarvereine an. Ab 1930 war er Oberpräsident der Provinz Pommern. Nach der nationalsozialistischen Machtübernahme wurde er zur Jahresmitte zunächst beurlaubt und trat zum 1. Oktober 1933 in den Ruhestand; noch bis 1936 hatte er allerdings das Ehrenamt eines Mitglieds des Preußischen Staatsrats inne. Der NS-Gauleiter Gustav Simon, der inzwischen die Bundesführung der Saarvereine übernommen hatte, setzte von Halfern im September 1933 als Treuhänder der Geschäftsstelle ein. Im selben Jahr wurde er Corpsschleifenträger der Rhenania Straßburg zu Marburg.
Nach seiner Familie ist der Von-Halfern-Park in Aachen benannt, den Carl von Halfern als ursprünglichen Privatpark samt Herrenhaus nach dem Tod des Vaters geerbt hatte und während seiner Abwesenheit von seiner Mutter verwalten ließ. Die Umstände nach Ende des Ersten Weltkrieges bewirkten eine Vernachlässigung der Parkpflege und führten zu einem vorläufigen Verfall der Anlage. Schließlich verkaufte von Halfern im Jahre 1925 die Ländereien an die Stadt Aachen, die Villa Hochgrundhaus selbst schenkte er der Stadt unter der Auflage, diese für einen sozialen Zweck zu nutzen. Seitdem ist der Park auch der Öffentlichkeit zugänglich.
Carl von Halfern fand seine letzte Ruhestätte in der Familiengruft auf dem Heißbergfriedhof Burtscheid/Aachen.